# Ostmark (1932)
L’Ostmark  était un mouilleur de mines de la Kriegsmarine de 1942 à 1945.
À son origine c'était un ferry français du nom de Côte d'Argent.
Il a coulé le 21 avril 1945 après avoir été touché par bombes lors d'un raid aérien.

## Ferry Côte d'Argent
Le Côte d'Argent a été construit sur le chantier naval de Graville-Sainte-Honorine (Le Havre) des Forges et Chantiers de la Méditerranée. Il a été mis en service en avril 1933 sur la ligne Calais-Douvres pour la compagnie maritime  havraise SAGA (Société Anonyme de Gérance et d'armement). Le navire avait une capacité de 1 400 passagers.
Le 8 mai 1940, il est réquisitionné par le gouvernement français pour le transport des troupes. Le 11 mai, il fait partie d'un convoi de transport de troupes à destination de Flessingue pour la défense des territoires de Walcheren et Zuid-Beveland aux Pays-Bas.
Le 26 mai, il participe à l'Évacuation de Dunkerque (Opération Dynamo) et évacue près de 14 000 hommes jusqu'au 31 mai.
Le 12 juin, il évacue les troupes du Havre à Saint-Jean-de-Luz puis il part à Le Verdon-sur-Mer à  l'embouchure de la Gironde pour récupérer des réfugiés.

## Kriegsmarine
Après l'Armistice du 22 juin 1940, le navire se retrouve à Bayonne où il est réquisitionné par la Wehrmacht pour être utilisé comme navire d'hébergement. Après un incendie à son bord au printemps 1941, il est envoyé au port de Nantes pour être transformé en mouilleur de mines et recevoir son armement. Son équipage est constitué, pour la plupart à partir de celui du Preußen coulé le 9 juillet 1941 sur une mine à l'Île d'Öland.
Le 15 février 1942, l'Ostmark part vers Rotterdam. Le 21 février, il est attaqué à proximité de Boulogne-sur-Mer, par des Spitfire britanniques, mais il ne se subit aucun dommage. De Rotterdam il rejoint Wilhelmshaven où il charge 180 mines pour arriver à Bergen  en Norvège le 26 mars. Il pose le champ de mines "Krefeld 5" et rejoint Wesermünde pour quelques travaux de réparation. Le 18 mai, à Cuxhaven, il embarque 200 mines pour se rendre à Lødingen. Avec le mouilleur de mines Ulm, il pose le champ de mines "UMB V" dans le Varangerfjord, puis deux mois après, avec le Kaiser le "NW 23" et NW 33" dans la même zone. En août il rentre à Stettin pour des réparations de machine.
En juin 1943, avec son sister-ship Elsaß (ex-Côte d'Azur), ils posent les champs de mines "Erzengel", "Wildschwein" et "Steinadler", section maritime du mur de défense Westwall. Puis il rejoint, avec d'autres bâtiments, la mer du Nord à Båtsfjord où ils sont bombardés par des avions soviétiques. Plus tard, il est attaqué à la torpille par le sous-marin soviétique S-56 dans le Tanafjord sans dégât.
En octobre, avec le Roland et des dragueurs de mines, ils reviennent dans le Skagerrak poser les champs de mines "Lithium", "Natrium" et "Kalium" puis  rentrent au port de Kiel. Il y revient avec le Brummer et l'Elsaß pour renforcer le barrage de Stavanger et du Skagerrak de novembre à décembre. Puis il rejoint le chantier naval Oderwerke à Stettin pour une révision jusqu'en mars 1944.
En avril 1944, avec le mouilleur de mines Elsaß et Kaiser, les destroyers Erich Steinbrinck et Hans Lody et des dragueurs de mines M 301, M 381, M 406 et M 462, ils renforcent le Skagerrak par les champs de mines "Katzbach A", "Katzbach B", "Leipzig" et "Ligny". En mai 1944, avec l'Elsaß, le Kaiser et les dragueurs M 15 et M 29, ils installent la barrière de mines "Waterloo".
En juin, il transporte des commandos de marine puis travaille sur différents champs de mines et revient en août à Sttetin pour d'autres réparations. Durant une attaque aérienne britannique il est légèrement endommagé mais une perte considérable de main-d’œuvre retarde sa remise en service jusqu'en février 1945.
Mi février 1945, il repart avec le Lothringen et le Linz renforcer le Skagerrak plusieurs fois.
Dans la nuit du 20 au 21 avril 1945, il est attaqué dans le détroit de Cattégat par des avions britanniques. Touché par deux bombes, un incendie se déclare et fait exploser la soute à munitions. Le navire chavire et coule. 109 hommes périssent et 138 sont récupérés.
L'épave gît à 41 m de profondeur à proximité de l'île danoise d'Anholt. La cloche, marquée Côte d'Argent, a été récupérée en 1996.

## Note et référence
- (de) Cet article est partiellement ou en totalité issu de l’article de Wikipédia en allemand intitulé « Ostmark (Schiff, 1932) » (voir la liste des auteurs).